# Wohn- und Wirtschaftsgebäude An der Kapelle 1

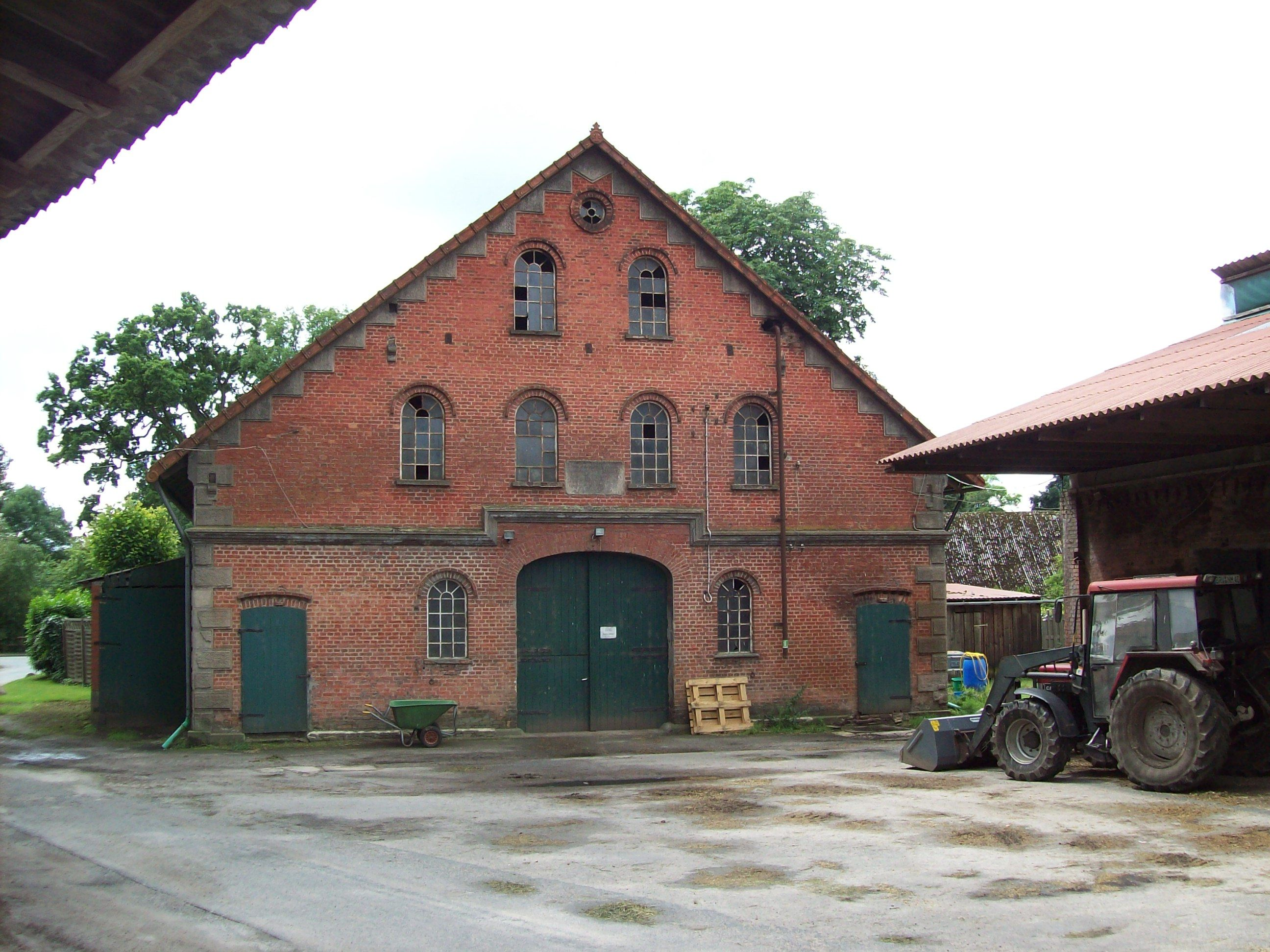
Nordgiebel (2007)

Das Wohn- und Wirtschaftsgebäude An der Kapelle 1 in der niedersächsischen Gemeinde Gnarrenburg, Ortsteil Karlshöfen, wurde am Anfang des 20. Jahrhunderts gebaut. Aktuell (2025) wird es zum Wohnen und landwirtschaftlich genutzt.
Das Gebäude steht unter Denkmalschutz (siehe auch Liste der Baudenkmale in Gnarrenburg).

## Geschichte und Beschreibung
Der Ort Karlshöfen aus sächsisch-karolingischer Zeit liegt vier Kilometer südöstlich des Kernortes Gnarrenburg und gehört zum Landkreis Rotenburg (Wümme).
Das eingeschossige traufständige Gebäude wurde 1903 hallenhausartig in Backstein mit Drempel, ziegelgedecktem Satteldach und Grooter Door mit Segmentbogen gebaut. Es wurde mit Rund- und Segmentbogenfenstern in Putzeinfassungen, Rundfenstern an den Giebeln, Gurt- und Ortganggesimsen und Eckquaderung gestaltet.
Das Landesdenkmalamt befand u. a.: „… massive[s], große[s], hallenhausähnliche[s] Wohn-/Wirtschaftsgebäude ….“